# (4639) Minox
(4639) Minox est un astéroïde de la ceinture principale.

## Description
(4639) Minox est un astéroïde de la ceinture principale. Il fut découvert le 5 mars 1989 à Geisei par Tsutomu Seki. Il présente une orbite caractérisée par un demi-grand axe de 2,56 UA, une excentricité de 0,18 et une inclinaison de 7,9° par rapport à l'écliptique.

## Compléments